# Eesti Keskerakond
De Eesti Keskerakond (Estse Centrumpartij) is een centrumlinkse politieke  partij in Estland.  Het is de Estse partij met de grootste aanhang, met iets meer dan 14000 leden. Ze wordt vaak beschouwd als een personalistische partij wegens de sterke invloed van haar oud-voorzitter, Edgar Savisaar.
De partij werd gesticht op 12 oktober 1991 en ontstond uit het Volksfront voor Estland nadat verscheidene partijen zich hadden afgescheurd. Toen heette de partij de Volkscentrumpartij (Rahvakeskerakond), om zich te onderscheiden van de Plattelandscentrumpartij (Maa-Keskerakond). 
De Centrumpartij is verreweg de populairste partij onder Estse Russen geworden, en wordt gesteund door 75% van de etnische niet-Esten.